# Campionato africano giovanile Under-20 2011
Il campionato africano giovanile Under-20 2011 è stato la 17ª edizione del torneo di calcio riservato ai giocatori con meno di 20 anni di età. Si sarebbe dovuto svolgere in Libia, ma in seguito alla guerra scoppiata nel paese, la CAF ha deciso di rinviare il torneo finché i problemi di sicurezza non fossero risolti. Dato che il Campionato valeva anche come qualificazione al Campionato mondiale di calcio Under-20 2011 il torneo si sarebbe dovuto svolgere entro la fine di giugno 2011.
A causa dell'aggravarsi della crisi in Libia, l'organizzazione del torneo è stata poi assegnata al Sudafrica. Il torneo si è giocato dal 17 aprile al 1º maggio 2011.. La Nigeria ha vinto il suo sesto titolo, battendo in finale il Camerun.

## Qualificazioni
Le qualificazioni sono state organizzate in tre turni ad andata e ritorno. Alcune nazioni sono state esentate dal turno preliminare. Le vincitrici del secondo turno si sono qualificate per la fase finale. Il Sudafrica ha partecipato alle qualificazioni perché inizialmente non era il paese organizzatore.

### Turno preliminare
L'andata è stata giocata tra il 16 e il 18 aprile 2010, il ritorno tra il 30 aprile e il 2 maggio 2010.
| Squadra 1          | Totale     | Squadra 2    | Andata | Ritorno |
| ------------------ | ---------- | ------------ | ------ | ------- |
| Rep. Centrafricana | 7 – 1      | RD del Congo | 3 – 0  | 4 – 1   |
| Togo               | 2 – 2(gfc) | Guinea       | 2 – 1  | 0 – 1   |
| Mauritius          | ritiro     | Comore       |        |         |
| Uganda             | ritiro     | Etiopia      |        |         |
| Senegal            | 1 – 0      | Tunisia      | 0 – 0  | 1 – 0   |
| Lesotho            | 7 – 2      | Mozambico    | 6 – 1  | 1 – 1   |
| Eritrea            | ritiro     | Kenya        |        |         |
| Malawi             | 3 – 5      | Tanzania     | 2 – 2  | 1 – 3   |
| Sierra Leone       | 2 – 1      | Algeria      | 2 – 0  | 0 – 1   |
| Namibia            | ritiro     | Zimbabwe     |        |         |
| Guinea Equatoriale | 1 – 4      | Gabon        | 0 – 3  | 1 – 1   |
| Ciad               | 7 – 4      | Burundi      | 5 – 0  | 2 – 4   |

### Primo turno
L'andata del primo turno si è giocata tra il 23 e il 25 luglio 2010, il ritorno tra il 6 e l'8 agosto 2010.
| Squadra 1      | Totale | Squadra 2          | Andata | Ritorno |
| -------------- | ------ | ------------------ | ------ | ------- |
| Camerun        | 5 – 1  | Rep. Centrafricana | 4 – 0  | 1 – 1   |
| Rep. del Congo | 3 – 2  | Ruanda             | 2 – 0  | 1 – 2   |
| Nigeria        | 2 – 1  | Guinea             | 2 – 0  | 0 – 1   |
| Zambia         | 2 – 3  | Mauritius          | 1 – 0  | 1 – 3   |
| Egitto         | 2 – 1  | Uganda             | 2 – 0  | 0 – 1   |
| Marocco        | 0 – 2  | Senegal            | 0 – 2  | 0 – 0   |
| Sudafrica      | 2 – 3  | Lesotho            | 0 – 2  | 2 – 1   |
| Sudan          | 0 – 3  | Kenya              | 0 – 2  | 0 – 1   |
| Costa d'Avorio | 2 – 1  | Tanzania           | 1 – 0  | 1 – 1   |
| Gambia         | 4 – 1  | Sierra Leone       | 4 – 1  | 0 – 0   |
| Ghana          | 5 – 1  | Namibia            | 4 – 0  | 1 – 1   |
| Benin          | 4 – 2  | Burkina Faso       | 0 – 0  | 4 – 2   |
| Angola         | 2 – 3  | Gabon              | 2 – 0  | 0 – 3   |
| Mali           | 4 – 0  | Ciad               | 2 – 0  | 2 – 0   |

### Secondo turno
L'andata del secondo turno si è giocata tra il 24 e il 26 settembre 2010, il ritorno tra il 22 e il 24 ottobre 2010.
| Squadra 1 | Totale | Squadra 2      | Andata | Ritorno |
| --------- | ------ | -------------- | ------ | ------- |
| Senegal   | 1 – 3  | Egitto         | 1 – 0  | 0 – 3   |
| Benin     | 1 – 6  | Ghana          | 0 – 2  | 1 – 4   |
| Gambia    | 2 – 0  | Costa d'Avorio | 1 – 0  | 1 – 0   |
| Mauritius | 1 – 4  | Nigeria        | 0 – 2  | 1 – 2   |
| Camerun   | 3 – 0  | Rep. del Congo | 1 – 0  | 2 – 0   |
| Kenya     | 0 – 1  | Lesotho        | 0 – 1  | 0 – 0   |
| Mali      | 3 – 2  | Gabon          | 3 – 1  | 0 – 1   |

## Squadre qualificate
- Camerun
- Egitto
- Gambia
- Ghana
- Lesotho
- Mali
- Nigeria
- Sudafrica (paese organizzatore)

## Fase a gironi

### Gruppo A
| Team      | G | V | N | P | F | S | DR | Pt. |
| --------- | - | - | - | - | - | - | -- | --- |
| Mali      | 3 | 2 | 1 | 0 | 6 | 3 | +3 | 7   |
| Egitto    | 3 | 2 | 0 | 1 | 3 | 1 | +2 | 6   |
| Sudafrica | 2 | 1 | 0 | 2 | 4 | 6 | -2 | 3   |
| Lesotho   | 3 | 0 | 1 | 2 | 2 | 5 | -3 | 1   |

| Arbitro: | Mohamed Benouza |

|                 |           |                                          |
| Nguzana 20’ 80’ | Marcatori | 11’ Doumbia 22’ 38’ Coulibaly 77’ Diallo |

| Arbitro: | Adam Cordier |

|                      |           |  |
| Hegazi 46’ Ghaly 63’ | Marcatori |  |

| Arbitro: | Hama Nampianbraza |

|            |           |                         |
| Marabe 66’ | Marcatori | 22’ Koapeng 32’ Nguzana |

| Arbitro: | Janny Sikazwe |

|            |           |  |
| Konate 65’ | Marcatori |  |

| Arbitro: | Badara Diatta |

|           |           |             |
| Ballo 70’ | Marcatori | 82’ Mosiuda |

| Arbitro: | Mohamed Benouza |

|  |           |          |
|  | Marcatori | 45’ Zaky |

### Gruppo B
| Team    | G | V | N | P | F | S | DR | Pt. |
| ------- | - | - | - | - | - | - | -- | --- |
| Camerun | 3 | 2 | 1 | 0 | 3 | 1 | +2 | 7   |
| Nigeria | 3 | 2 | 0 | 1 | 4 | 2 | +2 | 6   |
| Ghana   | 3 | 0 | 2 | 1 | 3 | 4 | -1 | 2   |
| Gambia  | 3 | 0 | 1 | 2 | 1 | 4 | -3 | 1   |

| Arbitro: | Badara Diatta |

|          |           |              |
| Nsor 31’ | Marcatori | 17’ 81’ Uche |

| Arbitro: | Mario Bangoura |

|             |           |  |
| Salli 45+2’ | Marcatori |  |

| Arbitro: | Mohamed Benouza |

|  |           |                   |
|  | Marcatori | 45+1’ Ohandza Zoa |

| Arbitro: | Daniel Volgraaff |

|            |           |            |
| Jammeh 23’ | Marcatori | 81’ Boakye |

| Arbitro: | Hama Nampiandraza |

|          |           |              |
| Nsor 20’ | Marcatori | 90+2’ Mbongo |

| Arbitro: | Adam Cordier |

|                     |           |  |
| Okoro 65’ Azeez 77’ | Marcatori |  |

## Fase a eliminazione diretta
|  | Semifinali | Semifinali | Semifinali |         |         | Finale          | Finale          | Finale          |  |
|  |            |            |            |         |         |                 |                 |                 |  |
|  | Mali       | Mali       | 0          |         |         |                 |                 |                 |  |
|  | Mali       | Mali       | 0          |         |         |                 |                 |                 |  |
|  | Nigeria    | Nigeria    | 2          |         |         |                 |                 |                 |  |
|  | Nigeria    | Nigeria    | 2          |         | Nigeria | Nigeria         | 3               |                 |  |
|  |            |            |            |         | Nigeria | Nigeria         | 3               |                 |  |
|  |            |            | Camerun    | Camerun | 2       |                 |                 |                 |  |
|  | Egitto     | Egitto     | Camerun    | Camerun | 2       | 0 (2)           |                 |                 |  |
|  | Egitto     | Egitto     |            |         |         | 0 (2)           |                 |                 |  |
|  | Camerun    | Camerun    | 0 (4)      |         |         | Finale 3º posto | Finale 3º posto | Finale 3º posto |  |
|  | Camerun    | Camerun    | 0 (4)      |         |         |                 |                 |                 |  |
|  |            |            |            |         |         |                 |                 |                 |  |
|  |            |            |            |         |         | Mali            | Mali            | 0               |  |
|  |            |            |            |         |         | Mali            | Mali            | 0               |  |
|  |            |            |            |         |         | Egitto          | Egitto          | 1               |  |

### Semifinali
| Arbitro: | Mario Bangoura |

|  |           |                     |
|  | Marcatori | 22’ Uche 90+5’Okoro |

| Arbitro: | Adam Cordier |

|  |                      |  |
|  | Tiri di rigore 4 – 2 |  |

### Finale 3º/4º posto
| Johannesburg 1º maggio 2011, ore 12:00 | Mali | 0 – 1 | Egitto | Dobsonville Stadium |

### Finalissima
| Johannesburg 1º maggio 2011, ore 15:00 | Nigeria | 3 – 2 | Camerun | Dobsonville Stadium |